# Seeanger, Retlake, Suhletal
Seeanger, Retlake, Suhletal este o arie protejată (arie specială de conservare — SAC, sit de importanță comunitară — SCI) din Germania întinsă pe o suprafață de 391 ha, integral pe uscat.

## Localizare
Centrul sitului Seeanger, Retlake, Suhletal este situat la coordonatele 51°33′24″N 10°11′22″E / 51.5567°N 10.1894°E.

## Înființare
Situl Seeanger, Retlake, Suhletal a fost declarat sit de importanță comunitară în iunie 2000 pentru a proteja 3 specii de animale. Situl a fost protejat și ca arie specială de conservare în noiembrie 2015.

## Biodiversitate
Situată în ecoregiunea continentală, aria protejată conține 5 habitate naturale: Pajiști cu Molinia pe soluri calcaroase, turboase sau argilos-nămoloase (Molinion caeruleae), Liziere de ierburi înalte hidrofile de câmpie și de nivel montan până la alpin, Fânețe de joasă altitudine (Alopecurus pratensis, Sanguisorba officinalis), Mlaștini alcaline, Păduri aluvionare cu Alnus glutinosa și Fraxinus excelsior (Alno-Padion, Alnion incanae, Salicion albae).
La baza desemnării sitului se află mai multe specii protejate:
- nevertebrate (2): Vertigo angustior, Vertigo geyeri
- pești (1): cicar (Lampetra planeri)

Pe lângă speciile protejate, pe teritoriul sitului au mai fost identificate 7 specii de plante.